# Bisbat de Port-Vila
El bisbat de Port-Vila (francès: Diocèse de Port-Vila, anglès: Diocese of Port-Vila, llatí: Dioecesis Portus Vilensis) és una seu de l'Església Catòlica a Vanuatu, sufragània de l'arquebisbat de Nouméa. Al 2016 tenia 34.320 batejats sobre una població de 286.000 habitants. Actualment està regida pel bisbe Jean (John) Bosco Baremes, S.M.

## Territori
La diòcesi comprèn tot l'arxipèlag de l'estat de Vanuatu.
La seu episcopal és la ciutat de Port Vila, on es troba la catedral del Sagrat Cor.
El territori s'estén sobre 11.870 km², i està dividit en 19 parròquies. a 

## Història
Les Noves Hèbrides acolliren els primers missioners (els pares Maristes) el 1848, però més tard les illes es va mantenir durant gairebé quaranta anys sense missioners catòlics, promovent així l'entrada de missioners presbiterians i anglicans. La missió catòlica es reprengué el 1887.
La prefectura apostòlica de les Noves Hèbrides va ser establerta el 19 de febrer de 1901, amb territori desmembrat del vicariat apostòlic de Nova Caledònia (avui arxidiòcesi de Nouméa).
El 22 de març de 1904 la prefectura apostòlica va ser elevada a vicariat apostòlic amb el breu Romani pontifices del papa Pius X.
El 21 de juny de 1966 el vicariat apostòlic va ser elevat al rang de diòcesi amb la butlla Prophetarum voces del papa Pau VI.

## Cronologia episcopal
- Isidore-Marie-Victor Douceré, S.M. † (9 de febrer de 1901 - 12 de maig de 1939 mort)
- Jules Halbert, S.M. † (11 de juliol de 1939 - desembre de 1954 renuncià)
- Louis-Jean-Baptiste-Joseph Julliard, S.M. † (1 de gener de 1955 - 21 de maig de 1976 renuncià)
- Francis-Roland Lambert, S.M. † (31 de desembre de 1976 - 12 de desembre de 1996 jubilat)
- Michel Visi † (30 de novembre de 1996 - 19 de maig de 2007 mort)
- Jean (John) Bosco Baremes, S.M., des del 18 de novembre de 2009

## Estadístiques
A finals del 2016, la diòcesi tenia 34.320 batejats sobre una població de 286.000 persones, equivalent al 12,0% del total.
| any  | població | població | població | sacerdots | sacerdots       | sacerdots       | sacerdots             | diaques | religiosos | religiosos | parròquies |
| ---- | -------- | -------- | -------- | --------- | --------------- | --------------- | --------------------- | ------- | ---------- | ---------- | ---------- |
| any  | batejats | total    | %        | total     | clergat secular | clergat regular | batejats por sacerdot | diaques | homes      | dones      |            |
| 1950 | 4.910    | 49.389   | 9,9      | 17        | 17              |                 | 288                   |         |            | 49         |            |
| 1970 | 12.995   | 77.983   | 16,7     | 26        | 3               | 23              | 499                   |         | 32         | 93         | 31         |
| 1980 | 16.725   | 112.596  | 14,9     | 26        | 2               | 24              | 643                   |         | 37         | 61         | 17         |
| 1990 | 19.500   | 146.000  | 13,4     | 18        | 3               | 15              | 1.083                 | 1       | 27         | 65         | 24         |
| 1999 | 26.500   | 180.000  | 14,7     | 25        | 13              | 12              | 1.060                 | 1       | 30         | 56         | 17         |
| 2000 | 28.000   | 190.000  | 14,7     | 28        | 15              | 13              | 1.000                 | 1       | 36         | 68         | 18         |
| 2001 | 28.600   | 190.000  | 15,1     | 28        | 16              | 12              | 1.021                 | 1       | 35         | 63         | 18         |
| 2002 | 28.800   | 190.000  | 15,2     | 28        | 15              | 13              | 1.028                 | 1       | 37         | 60         | 21         |
| 2003 | 29.100   | 195.000  | 14,9     | 25        | 15              | 10              | 1.164                 | 1       | 30         | 66         | 21         |
| 2004 | 29.500   | 205.000  | 14,4     | 25        | 15              | 10              | 1.180                 | 1       | 32         | 65         | 21         |
| 2013 | 28.500   | 240.000  | 11,9     | 30        | 20              | 10              | 950                   |         | 27         | 46         | 32         |
| 2016 | 34.320   | 286.000  | 12,0     | 27        | 17              | 10              | 1.271                 |         | 26         | 42         | 19         |